# Black Night
Black Night (engl. für: „Schwarze Nacht“) ist ein riffbetonter Hardrocksong der britischen Band Deep Purple. Das Lied wurde im Juni 1970 als Single veröffentlicht und kam bis auf Platz zwei der britischen Singlecharts resp. auf Platz eins der Schweizer Hitparade, was die bislang erfolgreichste Platzierung einer Single der Gruppe ist. Anlässlich der „25th Anniversary Edition“ im Jahr 1995 erschien das Lied auf dem Album Deep Purple in Rock.

## Entstehung
Als Deep Purple im Frühjahr 1970 im Plattenbüro von Harvest den dortigen Verantwortlichen ihr neues Album In Rock präsentierte, wurde die Gruppe nach dem Anhören von In Rock nach einer Singleauskoppelung gefragt. Deep Purple hatte ursprünglich nicht beabsichtigt, eine Single zu produzieren, denn die damals vorherrschende progressive ausgerichtete musikalische Meinung lehnte es ab, Singles zu produzieren oder aus dem Album auszukoppeln. Aber auf den Druck der EMI hin, die das ursprünglich als Undergroundlabel gegründete Harvest besaß, wurde für das Einspielen einer Single das De Lana Lea Studio angemietet.
Laut Bassist Roger Glover spielte sich die Erschaffung des Liedes wie folgt ab:

„Wir fingen um zwei Uhr nachmittags an herumzuprobieren und ein Riff zu suchen, das wir aber nicht fanden. Um acht sind wir abgehauen, um die Ecke in eine Kneipe, und haben uns vollaufen lassen. Ritchie [Blackmore] und ich haben die anderen dort sitzen lassen, sind zurück ins Studio, er nahm seine Gitarre und spielte einfach was. Für mich klang das ganz gut. Ritchie sagte, es sei geklaut, von Ricky Nelsons ‘Summertime’, also meinte ich: ‚Das können wir dann ja leider nicht nehmen.’ Er fragte: ‚Wieso? Hast du je davon gehört?’ Und ich: ‚Nein.’ Also sagte er: ‚Prima!’“

Nach Ian Gillans Rückkehr aus der Kneipe setzten sich er und Roger Glover mit der Arbeit eines dazu passenden Liedtextes auseinander. Das neue Lied hatte einen Refrain, der dem von Hush ähnelte. Den Titel Black Night übernahmen sie von einem älteren Stück von Arthur Alexander. Nach drei Stunden Arbeitszeit war die Black-Night-Aufnahme fertig.

## Liveaufführungen
Der Song hielt nach seiner Veröffentlichung am 5. Juni 1970 Einzug in das Konzertprogramm der Gruppe. Meistens wurde er, ähnlich wie später auch Fireball, als Zugabe gespielt. Bis zur Auflösung der Mark-II-Besetzung im Jahr 1973 war es fester Bestandteil im Liveprogramm von Deep Purple. Konzertaufnahmen des Liedes wurden unter anderem auf den Livealben Live in Stockholm, Scandinavian Nights und Made in Japan veröffentlicht. Anlässlich der Deep-Purple-Reunion (ihrer sogenannten Mark-II-Besetzung) im Jahr 1984 wurde Black Night erneut in die Live-Setlisten aufgenommen, um auch noch von Deep Purples aktueller Besetzung live aufgeführt zu werden.

## Wissenswertes
- Im Herbst 1970 stand Black Night für vier Wochen auf Platz 1 der Schweizer Hitparade.[2]
- In einigen Ländern wurde das Album Deep Purple in Rock als Black Night veröffentlicht.
- Im Jahr 1973 produzierte die irische Rockband Thin Lizzy unter dem Namen Funky Junction ein Album, das Coverversionen von Deep-Purple-Songs, darunter auch Black Night, beinhaltete.[3]
- Diverse andere Coverversionen von Black Night existieren von Gruppen und Interpreten wie Metallica, Bruce Dickinson (Solo als auch zusammen mit Janick Gers), Bad Manners, Deicide, Pat Travers, Leo Moracchioli, David Byron Projet (Sänger Daniel Boone), The Fall, Blackmore’s Night, Vargas, Bogert & Appice feat. Javier Vargas (Paul Shortino, Tim Bogert, Carmine Appice) und Twilight Guardians. 2013 gab die englische Band Monument Black Night als Single zum Gedenken an den verstorbenen Deep-Purple-Keyboarder Jon Lord heraus.